# Armageddon (canção)
"Armageddon" é uma canção gravada pelo girl group sul-coreano Aespa para seu primeiro álbum de estúdio de mesmo nome. Foi lançada pela SM Entertainment em 27 de maio de 2024, como o segundo single do álbum.

## Antecedentes e lançamento
Em 22 de abril de 2024, a SM Entertainment anunciou que Aespa lançaria seu primeiro álbum de estúdio intitulado Armageddon. Também foi anunciado que o álbum contaria com dois singles principais: "Supernova" e "Armageddon", sendo o primeiro lançado em 13 de maio e o último, junto com o álbum, em 27 de maio. Em 10 de maio, a lista de faixas foi revelada junto com um vídeo teaser de medley de destaque. Em 26 de maio, o teaser do videoclipe foi lançado. "Armageddon" foi lançado junto com o álbum e seu videoclipe em 27 de maio.
Em 20 de setembro, a ScreaM Records lançou as versões remix de "Armageddon" de Flava D, 2Spade e Mount XLR, juntamente com o remix de "Supernova", no 33º volume da série iScreaM.

## Composição
"Armageddon" foi escrita por Bang Hye-hyun, composta e arranjada por No Identity com Ejae, Sumin e Waker do 153/Joombas participando da composição. Descrita como uma canção de hip hop dance "moda antiga e moderna" com "forte ritmo de baixo sintetizado", com letras contendo a mensagem de que "Só eu posso me definir". "Armageddon" foi composta na tonalidade de Lá maior, com um andamento de 92 batidas por minuto.

## Desempenho comercial
"Armageddon" estreou na nona posição na Circle Digital Chart da Coreia do Sul na edição da parada datada de 26 de maio a 1 de junho de 2024; em suas paradas componentes, a canção estreou em quinto lugar na Circle Download Chart, número doze na Circle Streaming Chart, e número 16 na Circle BGM Chart. Duas semanas após o lançamento, a canção alcançou o pico de quarto lugar na Circle Digital Chart. A canção também estreou em número 10 na Billboard South Korea Songs na edição da parada datada de 8 de junho de 2024, alcançando o pico de número três na semana seguinte. No Japão, a canção estreou na posição 73 na Billboard Japan Hot 100 na edição da parada datada de 5 de junho de 2024; em sua parada componente, a canção estreou na posição 74 na Top Streaming Songs. Na semana seguinte, a canção alcançou a posição 63 na Billboard Japan Hot 100, e o número 52 na Top Streaming Songs.
Em Hong Kong, a canção estreou no número 16 na Billboard Hong Kong Songs na edição da parada datada de 16 de junho de 2024, ascendendo ao número nove na semana seguinte. Em Taiwan, a canção estreou no número 11 na Billboard Taiwan Songs na edição da parada datada de 8 de junho de 2024, e alcançando o pico de número seis na edição da parada datada de 24 de agosto de 2024. Na Indonésia, a canção estreou no número 21 na Billboard Indonesia Songs na edição da parada datada de 8 de junho de 2024, Na Malásia, a canção estreou no número  18 na Billboard Malaysia Songs na edição da parada datada de 8 de junho de 2024.
Na Nova Zelândia, "Armageddon" estreou na 24ª posição na RMNZ Hot Singles na edição da parada datada de 26 de maio de 2024. No Reino Unido, a canção estreou no número 20 na UK Singles Download Chart, e no número 21 na UK Singles Sales Chart da OCC na edição das paradas datadas de 30 de maio a 5 de junho de 2024.

## Promoção
Antes do lançamento de Armageddon, em 27 de maio de 2024, o Aespa realizou um evento ao vivo intitulado "Aespa 'Armageddon' Countdown Live" no YouTube, TikTok e Weverse, com o objetivo de apresentar o álbum e suas faixas, incluindo "Armageddon", e conectando-se com sua base de fãs. Posteriormente, elas se apresentaram em um programa musical: M Countdown da Mnet em 30 de maio.

## Reconhecimentos
| Programa      | Data                | Ref.   |
| ------------- | ------------------- | ------ |
| M Countdown   | 6 de junho de 2024  | [ 30 ] |
| M Countdown   | 13 de junho de 2024 | [ 30 ] |
| M Countdown   | 20 de junho de 2024 | [ 31 ] |
| Show Champion | 5 de junho de 2024  | [ 32 ] |

## Lista de faixas
- Download digital e streaming – iScreaM Vol.33: Supernova / Armageddon Remixes

1. "Supernova" (Grimes remix) – 3:47
2. "Armageddon" (Flava D remix) – 4:07
3. "Armageddon" (2Spade remix) – 3:08
4. "Armageddon" (Mount XLR remix) – 3:16
5. "Supernova" – 2:58
6. "Armageddon" – 3:16

## Créditos e pessoal
Créditos adaptados do encarte do álbum.
Estúdio
- SM Wavelet Studio – gravação
- SM Droplet Studio – gravação, edição digital, projetado para mixagem
- SM Blue Ocean Studio – mixagem
- 821 Sound – masterização

Pessoal
- SM Entertainment – produtor executivo
- Aespa – vocais, vocais de fundo
- Bang Hye-hyun – letra
- No Identity – produção, composição, arranjo, bass, tambor, piano, sintetizador, programação
- Waker (153/Joombas) – composição, piano, programação
- Ejae – composição, vocais de fundo
- Sumin – composição, vocais de fundo
- Maxx Song – direção vocal
- Kang Eun-ji – gravação
- Kim Joo-hyun – gravação, edição digital, projetado para mixagem
- Kim Cheol-sun – mixagem
- Kwon Nam-woo – masterização

## Desempenho nas paradas musicais
| Parada musical (2024)                 | Melhor posição |
| ------------------------------------- | -------------- |
| Coreia do Sul (Circle)                | 4              |
| Holanda (Global Top 40)               | 29             |
| Hong Kong (Billboard)                 | 9              |
| Indonésia (Billboard)                 | 8              |
| Japão (Japan Hot 100)                 | 63             |
| Japão (Oricon Streaming)              | 41             |
| Malásia (Billboard)                   | 6              |
| Malásia (RIM International)           | 5              |
| Mundo (Billboard Global 200)          | 28             |
| Nova Zelândia (RMNZ Hot Singles)      | 24             |
| Filipinas (Philippines Hot 100)       | 85             |
| Reino Unido (Singles Downloads Chart) | 20             |
| Reino Unido (UK Singles Sales)        | 21             |
| Singapura (RIAS)                      | 8              |
| Taiwan (Billboard)                    | 6              |

| Parada musical (2024)  | Posição |
| ---------------------- | ------- |
| Coreia do Sul (Circle) | 4       |

## Histórico de lançamento
| Região | Data                   | Formato                    | Versão   | Gravadora       |
| ------ | ---------------------- | -------------------------- | -------- | --------------- |
| Várias | 27 de maio de 2024     | Download digital streaming | Original | SM Kakao        |
| Várias | 20 de setembro de 2024 | Download digital streaming | Remixes  | ScreaM SM Kakao |